# Primula siamensis
Primula siamensis är en viveväxtart som beskrevs av William Grant Craib. Primula siamensis ingår i släktet vivor, och familjen viveväxter. Inga underarter finns listade i Catalogue of Life.